# ヴィガしらおい
ヴィガしらおいは、北海道白老郡白老町に本拠地を置き、日本野球連盟に加盟していた社会人野球のクラブチームである。
チームの前身は、大昭和製紙が保有していた企業チームの大昭和製紙北海道硬式野球部。

## 概要
1962年、北海道白老郡白老町にある大昭和製紙の白老工場で企業チーム『大昭和製紙北海道硬式野球部』として創部する。
1969年の都市対抗野球で初出場を果たし、1974年の都市対抗野球で初優勝を達成。北海道勢としても初の優勝となった。秋には、同年から開催された日本選手権に初出場（ベスト8）。
1981年のシーズン終了後から休部するが、町民たちの署名運動や支援もあり1983年から活動を再開した。
1993年、白老町民のシンボルとして長く親しまれていたが、母体の経営合理化の一環として同年シーズン限りでの企業チームとしての活動を休止することが発表された。その後、存続活動を行った白老町民が中心となり、1994年3月にクラブチームとして『ヴィガしらおい』が結成され、チーム登録を引き継いだ。同年秋、日本選手権にクラブチーム転向後初出場（クラブチームの同大会出場は14年ぶり2回目）。
1995年、都市対抗野球にクラブチーム転向後初出場を決め、地元町民が大応援団を繰り出すが1回戦で敗退する。
1997年、大昭和製紙の出向選手受け入れを中止することが発表され、それを受けてチームの解散が決定。前身の大昭和製紙北海道から数えて35年、クラブチームとしてはわずか4年の歴史にピリオドが打たれた。
なお、大昭和製紙所属の選手らはサンワード貿易に移籍し、1998年にサンワード貿易硬式野球部を札幌市にて結成したが、2005年に解散している。
2000年、ヴィガしらおいの在籍者のうち大昭和製紙にとどまった元選手たちを中心としてクラブチーム『WEEDしらおい』を結成、実質的な後身チームとなる。詳細は同項を参照。

## 概要・沿革

### 大昭和製紙北海道
- 1962年（昭和37年） - 北海道白老郡白老町にある大昭和製紙の白老工場で企業チーム『大昭和製紙北海道硬式野球部』として創部する。
- 1969年（昭和44年） - 都市対抗野球に初出場（3回戦敗退）。
- 1973年（昭和48年） - 都市対抗野球においてベスト8を獲得。また、中山俊之投手がこの大会から新設された若獅子賞（大会新人賞）を獲得した。
- 1974年（昭和49年） - 都市対抗野球で初優勝。北海道勢としても初の優勝となった。秋には、同年から開催された日本選手権に初出場（ベスト8）。
- 1975年（昭和50年） - 都市対抗野球で準優勝。加藤英美投手が久慈賞を受賞。
- 1981年（昭和56年） - 日本選手権で準優勝。シーズン終了後に休部。
- 1983年（昭和58年） - 活動再開。
- 1993年（平成5年） - 白老町民のシンボルとして長く親しまれるが、親会社・大昭和製紙の合理化の一環として同年シーズン限りでの企業チームとしての活動を休止することが発表された。

### ヴィガしらおい
- 1994年（平成6年） - 大昭和製紙北海道の休部を受けて、存続活動を行った白老町民が中心となって3月にクラブチーム『ヴィガしらおい』が結成され、チーム登録を引き継いだ。同年秋、日本選手権にクラブチーム転向後初出場（クラブチームの同大会出場は14年ぶり2回目）。
- 1995年（平成7年） - 都市対抗野球にクラブチーム転向後初出場を決め、地元町民が大応援団を繰り出すが1回戦で敗退する。
- 1997年（平成9年） - 大昭和製紙の出向選手受け入れを中止することを発表し、それを受けてチーム解散が決定。前身の大昭和製紙北海道から数えて35年、クラブチームとしてはわずか4年の歴史にピリオドが打たれた。なお、大昭和製紙所属の選手らはサンワード貿易に移籍し、1998年（平成10年）にサンワード貿易硬式野球部を札幌市にて結成したが、2005年（平成17年）に廃部している。
- 2000年（平成12年） - ヴィガしらおいの在籍者のうち大昭和製紙にとどまった元選手たちを中心としてクラブチーム『WEEDしらおい』を結成、実質的な後身チームとなる。詳細は同項を参照。

## 主要大会の出場歴・最高成績
- 都市対抗野球大会：出場18回（大昭和製紙として17回、ヴィガしらおいとして1回）、優勝1回（1974年）、準優勝2回（1975年、1989年）
- 社会人野球日本選手権大会：出場14回（大昭和製紙として13回、ヴィガしらおいとして1回）、準優勝1回（1981年）
- JABA北海道大会：優勝7回（1974、1975、1976、1977、1987、1989、1990年）
- JABA静岡大会：優勝2回（1974、1976年）
- JABA東北大会：優勝1回（1972年）
- JABA長野県知事旗争奪野球大会：優勝1回（1969年）
- JABA日立市長杯争奪大会：優勝1回（1981年）

## 主な出身プロ野球選手
- 成重春生（投手） - 1971年ドラフト8位でロッテオリオンズに入団
- 松林茂（投手） - 1972年ドラフト2位で広島東洋カープに入団
- 中山俊之（投手） - 1974年ドラフト2位で読売ジャイアンツに入団
- 加藤英美（投手） - 1977年ドラフト2位で大洋ホエールズに入団
- 有沢賢持（投手） - 日産サニー札幌に移籍後、1978年ドラフト3位でヤクルトスワローズに入団

## かつて在籍した選手・コーチ・監督
- 高梨英夫（内野手） - 選手・プレーイングマネージャー・監督として在籍。「ミスター社会人」と呼ばれた。
- 村上忠則（捕手） - 選手として在籍。日産自動車に移籍し選手としてプレーした後、監督も務めた。その後、横浜ベイスターズチーム運営統括を務めた。
- 我喜屋優（外野手） - 選手・監督として在籍。その後、沖縄県の興南高野球部の監督を務めた。
- 渡部勝美（投手） - 選手・プレーイングマネージャーとして在籍。バルセロナ五輪日本代表として銅メダルを獲得。
- 木内九二生 - 選手として在籍。現在は、プロ野球審判員。